# Miguel Alcubierre
Miguel Alcubierre (Città del Messico, 28 marzo 1964) è un fisico messicano, noto per aver proposto il "motore di Alcubierre", uno speculativo motore a curvatura con cui un veicolo spaziale potrebbe raggiungere velocità di viaggio maggiori della velocità della luce.

## Biografia
Ha conseguito la laurea in Fisica nel 1988 e un Master di laurea in fisica teorica nel 1990, entrambi presso l'Università Nazionale Autonoma del Messico. Alla fine del 1990 si trasferisce in Galles per frequentare la scuola di specializzazione presso l'Università del Galles, Cardiff, conseguendo il dottorato di ricerca nel 1994, attraverso lo studio della Relatività numerica. Dopo il 1996 lavora presso l'Istituto Max Planck per la Fisica della Gravitazione a Potsdam, in Germania, nello sviluppo di nuove tecniche numeriche utilizzate nella descrizione di buchi neri. Dal 2002, presso l'Istituto di Scienze Nucleari della Università Nazionale Autonoma del Messico (UNAM), svolge attività di ricerca nella relatività numerica, elaborando e risolvendo al computer le equazioni fisiche proposte per prime da Albert Einstein. La soluzione solitaria d'onda proposta da Alcubierre per le equazioni di campo di Einstein può eventualmente dimostrare la relatività generale coerentemente con la verifica sperimentale della non-località della meccanica quantistica. Questo lavoro contrasta l'idea che la non-località quantistica finirebbe per richiedere di abbandonare la struttura matematica della relatività generale.
Il 11 giugno 2012 è stato nominato Direttore dell'Istituto di Scienze Nucleari presso l'Università Nazionale Autonoma del Messico (UNAM).

## Articolo di maggio 1994
Alcubierre è maggiormente conosciuto per l'articolo The Warp Drive: Hyper-fast travel within general relativity apparso sulla rivista scientifica Classical and Quantum Gravity. In esso, egli descrive l'unità Alcubierre, un metodo teorico che permetterebbe di viaggiare più velocemente della luce senza violare il principio fisico che nulla possa viaggiare localmente più veloce della luce. Nell'articolo descrive un modello per cui si potrebbe trasportare un volume di spazio piatto all'interno di una "bolla" di spazio curvo. Questa bolla, chiamata Hyper-relativistic local-dynamic space, è spinta in avanti da una espansione locale dello spazio-tempo dietro di essa, e da una contrazione opposta di fronte, in modo che teoricamente una navicella spaziale sarebbe mossa dalle forze generate dalle modifiche apportate allo spazio-tempo.

## Apparizioni sui media
Miguel Alcubierre è stato ospite dei programmi How William Shatner Changed the World e di Sci Fi Science: Physics of the Impossible di Michio Kaku,  in cui ha discusso la sua teoria sulla bolla di curvatura.
Alcubierre è stato due volte invitato su Radio Educación XEEP, la prima il 18 febbraio 2011, e più tardi il 4 marzo 2011, in interviste in un talk show dedicato alla tecnologia  Interfase, dove ha spiegato le sue opinioni circa lo stato della ricerca scientifica e tecnologica in Messico, e ha dato una breve introduzione sul suo modello motore a curvatura e sul come è stato da lui concepito.

## Opere
Introduction to 3+1 Numerical Relativity, 2012, ISBN 978-0-19-965615-8